# Sierachowice
Sierachowice – przysiółek wsi Mikołajowice w Polsce, położona w województwie małopolskim, w powiecie tarnowskim, w gminie Wierzchosławice.
Dawniej samodzielna wieś i gmina jednostkowa.
W latach 1975–1998 miejscowość administracyjnie należała do województwa tarnowskiego.